# KiXtart
KiXtart — полусвободный проприетарный сценарный язык для Windows. Описывается как скриптовый язык для начинающих. Название произошло от слияния слов «kick» и «start».

## Обзор
KiXtart разработан Рююд ван Вельсеном (нидерл. Ruud van Velsen) в Нидерландском офисе Microsoft. Сейчас распространяется как careware. Разработка началась в 1991 для обучения скриптингу в операционной системе LAN Manager.
Богат встроенным функционалом для простого программирования и обеспечения доступа к Active Directory, ADO, WMI и др. Может быть использован для вывода информации на экран, установки переменных среды, запуска программ, соединения с Интернетом, чтения, редактирования реестра, изменения текущего каталога или диска, и многого другого.
С помощью KiXforms пользователь может создать GUI для KiXtart.

### Пример программы
Чтение Product ID Windows
```
; Читаем значение из реестра
$ProductID = ReadValue("HKEY_LOCAL_MACHINE\Software\Microsoft\Windows NT\CurrentVersion","ProductId")

; Показать результат или ошибку
If @ERROR = 0
    ? "ProductID=$ProductID"
Else
    ? "Error reading product ID"
Endif
?

; Готово
Exit @ERROR
```